# 부기

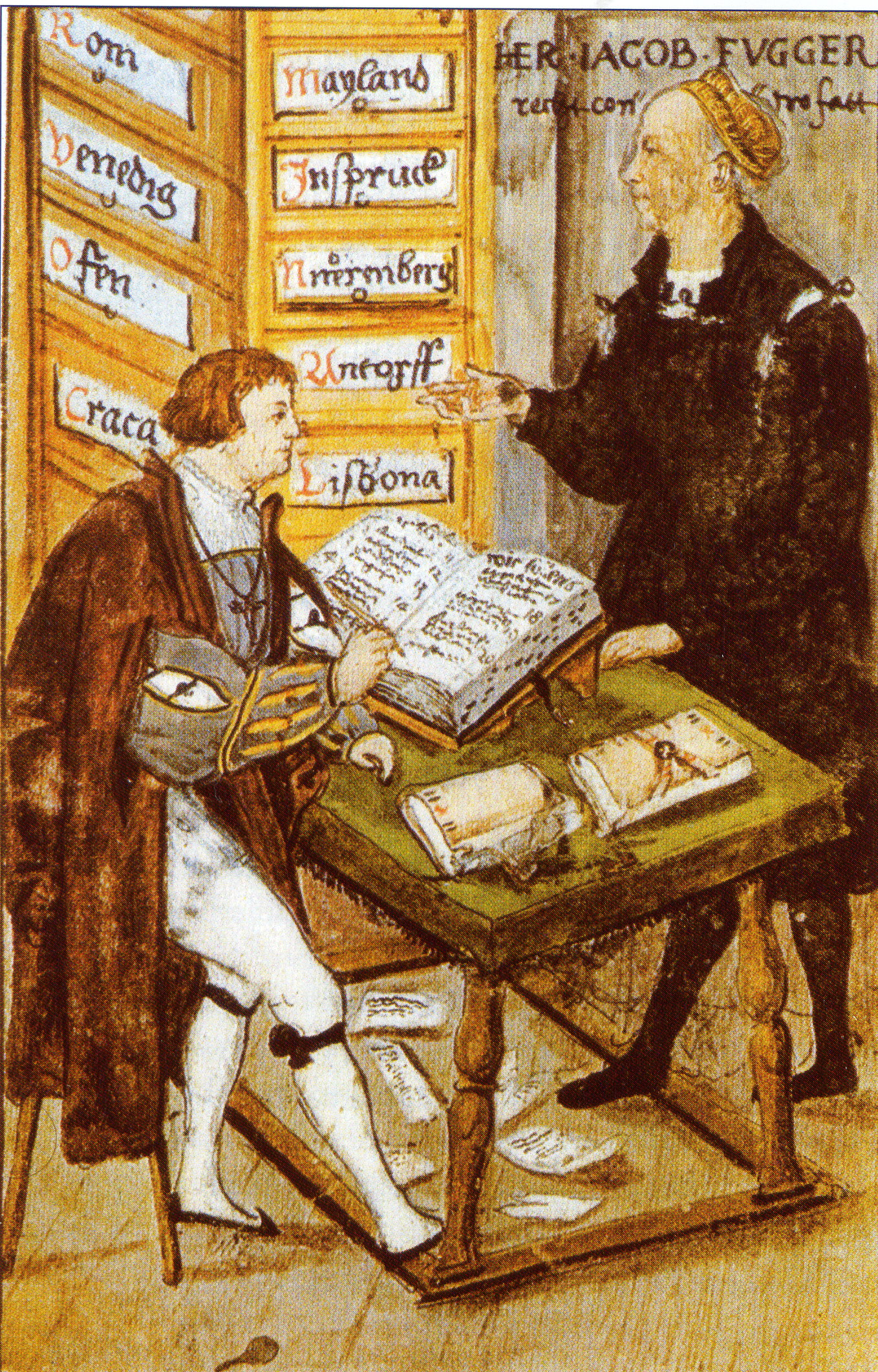

부기(簿記)는 한 경제 주체가 경제 거래에 의해 초래되는 자산, 부채, 순자산의 증감을 관리하고 아울러 일정 기간의 수익과 비용을 기록하는 방식이다. 회계학보다 실무에 가까운 부분을 말한다.

## 역사
부기에 대한 바빌론의 기록은 조그마한 점토 평판으로 기록된 기원전 2,600년 경으로 거슬러 올라간다.

## 회계장부
회계장부(會計帳簿)는 상인이 거래와 기타 영업상의 재산과 관련된 모든 사항을 기재하는 장부로, 상법에서 회계장부의 작성을 의무화하고 있다(상법 제30조 제1항). 회계장부의 종류를 규정한 법규는 없으나 일반적으로 명칭에 관계없이 재산의 증감·변화의 기록을 목적으로 작성한 것은 모두 회계장부로 보는 것이 일반적이다. 따라서 구체적 거래 내용을 기록한 전표와 이를 각 계정과목에 따라 분류하는 분개장, 그리고 이것을 최후에 종합기재 하는 원장, 현금출납부, 어음·수표책, 상품수도장 등은 회계장부로 인정된다. 회계장부는 종래의 일기장에 대치되는 것으로 볼 수 있다.

## 같이 보기
- 회계